# 镇靖堡遗址
镇靖堡遗址，古称镇靖城、乌延城、白滩儿，位于陕西省榆林市靖边县镇靖镇城镇中心，始建于唐代，现址则为明代遗迹，从清代同治六年（1867年）直至1935年国共分治县境一直是靖边县限治所在，2008年列入陕西省文物保护单位。

## 历史
镇靖堡最初由唐代夏州节度使李祐修筑，初名乌延城，当时处于长安至夏州的交通线上，后来荒废。熙河开边时，北宋种谔和沈括本来打算修复此城，后改筑永乐城。明太祖洪武六年（1373年），明朝政府为了抵御西北蒙古部落入侵，选择在镇靖堡附近设置靖边卫，宪宗成化五年（1469年）延绥巡抚王锐派军队入住“笔架城”，后来将部队驻地改至此处，镇靖堡从此由靖边营驻守。由于镇靖堡地处芦西河、芦河两河中间，稍下游两河交汇显露一片白色河滩地，因此此地古名白塔涧，旧称白滩儿。
镇靖堡也是明代长城体系的一部分，在西北长城的突出位置，南接镇罗堡、新城堡，在靖边边防战事首当其冲。镇靖堡占据山河形便，东侧以芦河为屏障，麻黄梁、大墩梁为外藩，西侧依据西峰、晓雾山、梢沟山山势险峻，俯临芦西河，城墙周长四里三分（约2150米），城高二丈二尺（约7米），设置有东南北三门以供进出，城墙上还有塔楼19座，城墙系由砖块堆砌而成。明代镇靖堡驻军人数和靖边营本部旗鼓相当，但战马是其两倍，累计军兵2537名、马骡1789匹，还配置都司、外委指挥作战。
成化七年（1471年）十月河套土匪攻破镇靖堡，屠杀城中军民千余人，次年绥巡抚余子俊移兵驻守，将西城墙连接明长城。隆庆到万历年间加高城墙，修建了垛口，靖边知县关邦干又奉命修补。明朝灭亡之后转为城镇。清嘉庆十四年（1809年），洪水围城，冲垮部分城垛。甘陕回乱期间，同治四年（1865年）6月19日，回民围攻镇靖堡并屠城，剩余居民在西山寨负隅顽抗。同治六年（1867年）县城迁治于此。民国十七年（1928年）全县旱灾，县长牛庆誉以工代赈修复城墙，并在城中修建中山台。民国二十四年（1935年）5月29日，刘志丹率领的中国工农红军攻破镇靖堡，国民政府旗下靖边县政府被迫迁移至宁条梁，而中共控制区党组织没有固定稳定办公地点，直到1949年以后才移驻张家畔，镇靖堡从此不再是县城。